# Marianna Bottini
Marianna Bottini née Motroni-Andreozzi (7 de Novembro de 1802 – 25 de Janeiro de 1858), foi uma compositora e professora de harpa italiana.

## Biografia
Nasceu em Lucca, era filha do nobre Sebastiano Motroni-Andreozzi e da sua esposa Eleonora Flekestein.
Estudou contraponto com Domenico Quilici e foi admitida na Accademia Filarmonica de Bolonha em 1820 como 'mestre compositora honorária', graças ao Sabat Matter e Messa da Requiem que escreveu em homenagem à mãe em 1819. Em 1823, ela casou-se com o marquês Lorenzo Bottini, uma figura política de destaque.
Foi a única mulher cuja música foi tocada 6 vezes no  festival tradicional em homenagem a Santa Cecília.
Ela morreu aos 55 anos, em 1852, na sua cidade natal, Lucca na Toscana.

## Obras
Bottini compôs a maioria de seus trabalhos entre os 13 e os 20 anos (1815-1823), entre eles encontram-se obras sacras, operas, música para orquestras, para vozes e vários instrumentos. Uma selecção das suas composições inclui:
- Elena e Gerardo, ópera não executada, 1822
- Em hinos sacros para três vozes, instrumentos de sopro, baixo contínuo, 1819
- Cantata Briseis (C. Moscheni) para 3 vozes, coro, orquestra, 1820
- Cantiamo Pastori cantata para 5 vozes, orquestra
- Motete para uma voz, orquestra, 1818
- Qui Tollis para uma voz, coro, orquestra, 1818
- Messa da Requiem para 4 vozes, orquestra, 1819
- Motete para uma voz, orquestra, 1819
- Quoniam para baixo e orquestra, 1819
- Qui Tollis para baixo e orquestra, 1819
- Stabat Mater para 3 vozes, 1819
- Te Deum para 3 vozes, 1819
- Stabat Mater para vozes 3, 1820
- Missa para Santa Cecília para 4 vozes, orquestra, 1822
- Motete para Santa Cecília para uma voz, orquestra, 1822
- Mag para 4 vozes, orquestra, depois de 1823
- Miserere para 3 vozes, baixo contínuo, 1824
- Crucifixus para 2 vozes, continuo
- Dixit Dominus para 5 vozes, orquestra
- Domino ad adjuvandum para 4 vozes, orquestra[8]
- Sinfonia para orquestra, 1818
- Sinfonia para banda de sopros, 1819
- Concerto para clarinete
- Concerto para piano "Concertone", 1822
- Quartet para harpa, piano, clarinete e trompa